# Гиршман, Роман Михайлович
Роман Михайлович Гиршман, фр. Roman Ghirshman (3 октября 1895, Харьков — 5 сентября 1979, Будапешт) — французский археолог.

## Биография
Родом из состоятельной еврейской семьи, жившей в Харькове. Не приняв революцию, примкнул к белым, и после их поражения оказался в Стамбуле, где зарабатывал на жизнь игрой на скрипке. Оттуда Гиршман отправился в Палестину, где жил в кибуце возле Кесарии, чьи развалины привлекли его к археологии. Затем переехал в Париж, где изучал археологию и иностранные языки. Его интересовали древние руины Ирана — Тепе-Гиян (близ Нахаванда, провинция Хамадан), Сиалк, Бишапур и Сузы, а также Баграм (в Афганистане).
Был пионером археологических исследований в Иране, где провёл почти 30 лет своей жизни и о которых опубликовал более 300 статей и около 20 книг. К наиболее важным его достижениям относится реконструкция истории города Сузы со времён первых человеческих поселений эпохи верхнего палеолита до окончания бронзового века (XIII в. до н. э.). Некоторые из его исследований, посвящённых Сузам, до сих пор не опубликованы, однако на них опирались в 1960—1970-е годы многие археологи — в частности, Эрман Гаш (Hermann Gasche).
Руководил археологической экспедицией, направленной Луврским музеем, которая в 1930-е годы раскопала доисторическое селение Тепе-Сиалк. Исследования, посвящённые городу Чога-Занбиль, опубликованы в 4 томах. Также руководил раскопками на острове Харк, в Ивани-Кархе, а также парфянских платформ в Масджиди-Солайман (нем.) близ Изе в Хузестане.
Cкончался 5 сентября 1979 г. в Будапеште, куда прибыл на международный конгресс.

## Избранные сочинения
- 1938: Fouilles de Sialk, près de Kashan, Librairie Orientaliste Paul Geuthner, Paris (2 Bd.)
- 1954: Iran, from the earliest times to the Islamic conquest, Penguin books
- 1970: Le Pazuzu et les fibules du Luristan, Impr. Catholique, Beyrouth
- 1971: Persia, the immortal kingdom (gemeinsam mit V.F. Minorsky und R. Sanghvi)
- 1976: L’Iran des origines à l’islam, nouvelle édition révisée et mise à jour, Paris
- 1977: L’Iran et la migration des Indo-Aryens et des Iraniens, Leiden
- 1979: La Tombe princière de Ziwiye et le début de l’art animalier scythe, Société iranienne pour la Conservation du Patrimoine, Paris